# Coquille (ciutat)
Coquille - koʊˈkiːl AFI - és una ciutat dels Estats Units i seu del comtat de Coos a l'estat d'Oregon. La població era de 4.015 habitants d'acord al cens del 2020. La principal activitat econòmica és la indústria de la fusta. El nom de la ciutat deriva de la tribu nativa americana coquille.

## Geografia i clima
Segons l'Oficina del Cens dels Estats Units la ciutat té una superfície total de 2.80 milles quadrades (7.25 km2), dels quals 2.76 milles quadrades (7.15 km2) son  terra ferma i 0.04 milles quadrades (0.10 km2)  son aigua.
Coquille limita amb el riu Coquille que drena part de la Southern Oregon Coast Range a l'oceà Pacífic a Bandon.
Segons la classificació climàtica de Köppen Coquille té un clima mediterrani d'estiu càlid (Csb). La temperatura màxima rècord és de 107 °F (42 °C), ocorregut el 15 d'agost del 2020. La temperatura mínima rècord fou de 8 °F (−13.3 °C), ocorregut el 22 de desembre del 1990. Hi ha una mitjana d'1,4 tardes amb una temperatura d'almenys 90 °F (32.2 °C) per any. Per contra, hi ha 37,6 matins amb una temperatura de 32 °F (0.0 °C) o inferior.

## Demografia

### Cens del 2010
Segons el cens del 2010 la ciutat tenia 3.866 habitants, 1.640 habitatges i 1.036 famílies. La seva densitat era de 1,400.7 habitants per milla quadrada (540.8/km2). Hi havia 1.828 unitats d'habitatge amb una densitat mitjana de 662.3 per milles quadrades (255.7/km2)   . La composició racial de la ciutat era 92,5% blancs, 0,4% afroamericans, 1,9% nadius americans, 0,5% asiàtics, 0,1% illencs del Pacífic, 1,7% d'altres races i 2,9% de dues o més races. Els hispans o llatins de qualsevol raça eren el 5,3% de la població.
Hi havia 1.640 habitatges dels quals en un 26,7% hi vivien nens de menys de 18 anys, en un 48,0% hi vivien parelles casades, en un 11,3% dones solteres, en un 3,9% en homes sense dona, i el 36,8% no eren famílies. En el 31,2% dels habitatges hi vivien persones soles el 15,4% de les quals corresponia a persones de 65 anys o més que vivien soles. El nombre mitjà de persones vivint en cada habitatge era de 2,30 i el nombre mitjà de persones que vivien en cada família era de 2,84.
La mitjana d'edat a la ciutat era de 45,5 anys. el 20,7% dels residents eren menors de 18 anys; el 7,6% tenia entre 18 i 24 anys; el 21,2% eren de 25 a 44; el 29,9% tenia entre 45 i 64 anys; i el 20,6% tenia 65 anys o més. La composició de gènere de la ciutat era un 48,8% d'homes i un 51,2% de dones.

### Cens de l'any 2000

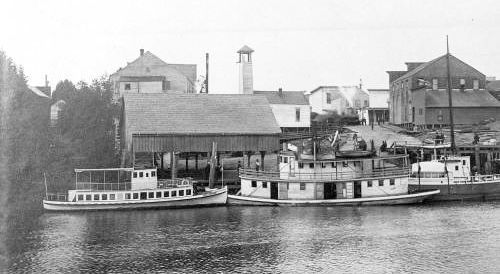
El passeig fluvial de Coquille cap al 1908−1914 amb el vaixell a motor Wolverine, el vaixell de vapor Favorit i el vaixell a motor Wilhelmina al moll. Wolverine es va construir a Coos Bay el 1908, igual que el vaixell de vapor Coquille.

Segons el cens del 2000 la ciutat tenia 4.184 habitants, 1.686 habitatges, i 1.129 famílies. La densitat de població era de 1,538.3 habitants per milla quadrada (593.9/km2). Hi havia 1.850 unitats d'habitatge amb una densitat mitjana de 680.2 per milles quadrades (262.6/km2). La composició racial de la ciutat era del 92,64% blancs, 0,50% afroamericans, 1,77% nadius americans, 0,36% asiàtics, 0,14% illencs del Pacífic, 1,60% d'altres races i 2,99% de dues o més races. Els hispans o llatins de qualsevol raça eren el 4,09% de la població.
Dels 1.686 habitatges en un 28,2% hi vivien persones de menys de 18 anys, en un 51,1% hi vivien parelles casades, en un 12% dones solteres i en un 33% no eren unitats familiars. En el 28,1% dels habitatges hi vivien persones soles el 14,8% de les quals corresponia a persones de 65 anys o més que vivien soles. El nombre mitjà de persones vivint en cada habitatge era de 2,35 i el nombre mitjà de persones que vivien en cada família era de 2,83.
A la ciutat les classes etàries de la població eren d'un 22,9% menors de 18 anys, un 7,4% entre 18 i 24, un 25,3% entre 25 i 44, un 24,1% entre 45 i 64 i un 20,1% 65 anys o més. La mitjana d'edat era de 42 anys. Per cada 100 dones hi havia 94,3 homes. Per cada 100 dones de 18 o més anys hi havia 91,8 homes.
La renda mediana per habitatge era de 29.931 $ i la renda mediana per família de 35.144 $. Els homes tenien una renda mediana de 34.583 $ mentre que les dones 21.567 $. La renda per capita de la població era de 14.619 $. Un 7,6% de les famílies i el 10,6% de la població estaven sota del llindar de pobresa, incloent el 15,3% dels menors de 18 anys i el 6,1% dels 65 o més.

## Museus i altres punts d'interès

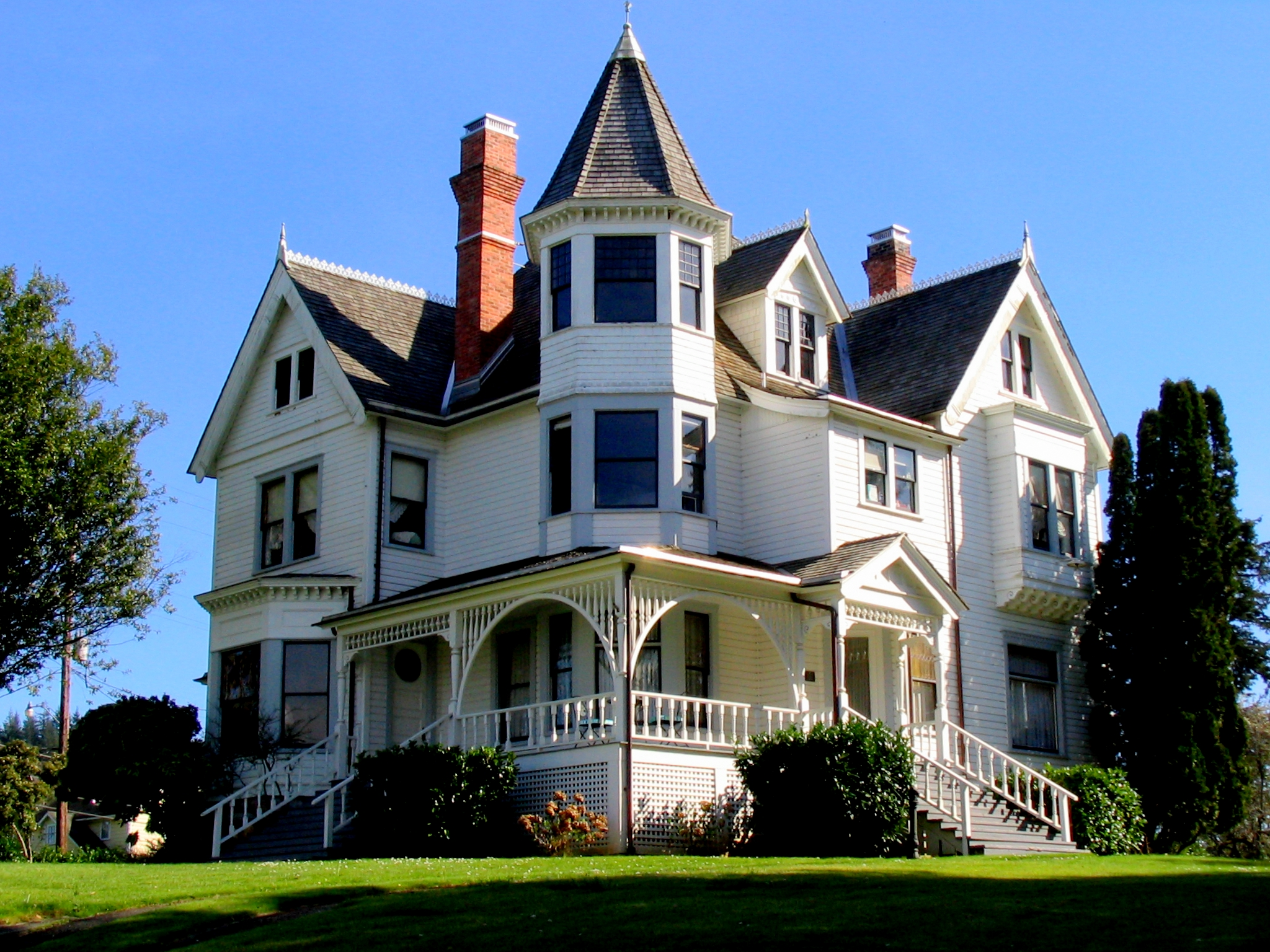
L'històric A. J. Sherwood House (construït el 1901) a Coquille, Oregon, està catalogada al Registre Nacional de Llocs Històrics.

La Coquille Valley Historical Society va establir el Coquille Valley Museum el maig de 2005. Ofereix exposicions d'eines, antiguitats, llibres, fotografies i altres materials.
Els caps de setmana d'estiu, voluntaris locals actuen en melodrames al Teatre Sawdust de Coquille. Inaugurat per primera vegada el 1966 i destruït per un incendi el 1994, el teatre es va reobrir l'any 2000.
L'antic Ajuntament, construït l'any 1912, ha estat restaurat pels seus propietaris, Nella i Steve Abbott, i transformat en una galeria d'art creat per presos.